# Penhas Juntas
Penhas Juntas ist eine Gemeinde (Freguesia) im portugiesischen Kreis Vinhais. In ihr leben 260 Einwohner (Stand 19. April 2021).